# Théâtre Telus
 (mars 2023).
Pour les articles homonymes, voir Telus (homonymie).
Le Théâtre Telus est une salle de spectacle de Montréal pouvant accueillir jusqu'à 1200 personnes. Il est situé au 1280 rue Saint-Denis, là où était auparavant le Cinéma Berri. 
Il fut inauguré le 15 avril 2008 par le groupe rock Les Respectables. Son arrivée s'inscrit dans le plan d'aménagement du Quartier des spectacles de Montréal. En juillet 2008, des humoristes s'y sont présentés dans le cadre du Festival Juste pour rire.